# Pusher II
Pusher II (bra: Pusher 2 ou Pusher II - Mãos de Sangue; prt: Mãos em Sangue) é um filme dinamarquês de 2004 escrito e dirigido por Nicolas Winding Refn.
Esse filme é o segundo filme da trilogia Pusher do cineasta Nicolas Winding Refn, retratando a vida de criminosos em Copenhagen. 
O primeiro filme é Pusher (1996) e o último Pusher III (2005). Refn afirmou ter feito as sequências para salvar sua produtora, que decretou falência após o fracasso de Medo X (Fear X) (2003), também dirigido por ele.

## Sinopse
Após passar meses na prisão, e ser liberado novamente da cadeia, Tonny está de volta às ruas e decide endireitar sua vida, mas encontra enorme dificuldade graças aos velhos amigos e ao grupo de criminosos que seu pai, Smeden lidera. Tomando todas e se drogando com frequência, Tonny acaba se perdendo cada vez mais. Odiado pelo pai e considerado um retardado pelos amigos, as coisas pioram ainda mais quando Tonny descobre ter um filho.

## Elenco
- Mads Mikkelsen....  Tonny
- Leif Sylvester.... Smeden
- Anne Sørensen.... Charlotte
- Øyvind Hagen-Traberg.... Ø
- Kurt Nielsen.... Kusse-Kurt
- Dan Dommer.... Denekin
- Maria Erwolter ....Gry
- Zlatko Buric.... Milo
- Linse Christiansen.... Jeanette
- Aino Junka.... Stripper